# Bae Jun-ho
Bae Jun-ho (배준호?; Daegu, 21 agosto 2003) è un calciatore sudcoreano, centrocampista dello Stoke City e della nazionale sudcoreana.

## Caratteristiche tecniche
È un centrocampista offensivo.

## Carriera

### Club
Bae ha iniziato la sua carriera calcistica con il Daejeon Hana Citizen, con cui ha debuttato il 27 febbraio 2022 nell'incontro di K League 2 perso 2-0 contro il Gwangju. Al termine della stagione ha conquistato con il club la promozione in K League 1.
Il 31 agosto 2023 è stato acquistato a titolo definitivo dallo Stoke City. Ha esordito tre giorni più tardi nell'incontro di Championship perso 2-0 contro il Preston N.E. ed il 24 febbraio 2024 ha segnato il suo primo gol con il club inglese contro il Cardiff City. Titolare inamovibile per tutta la stagione, il 3 maggio è stato nominato miglior giocatore del club per la stagione appena conclusa.

### Nazionale
Nel 2023 con la Corea del Sud Under-20 ha partecipato al Campionato mondiale ed alla Coppa d'Asia.
Ha debuttato con la nazionale sudcoreana il 6 giugno 2024 nell'incontro di qualificazione per il campionato mondiale 2026 vinto 7-0 contro Singapore, dove ha anche trovato il primo gol.

## Statistiche

### Presenze e reti nei club
Statistiche aggiornate al 6 giugno 2024.
| Stagione        | Squadra              | Campionato      | Campionato | Campionato | Coppe nazionali | Coppe nazionali | Coppe nazionali | Coppe continentali | Coppe continentali | Coppe continentali | Altre coppe | Altre coppe | Altre coppe | Totale | Totale | Totale |
| Stagione        | Squadra              | Comp            | Pres       | Reti       | Comp            | Pres            | Reti            | Comp               | Pres               | Reti               | Comp        | Pres        | Reti        | Pres   | Reti   |        |
| --------------- | -------------------- | --------------- | ---------- | ---------- | --------------- | --------------- | --------------- | ------------------ | ------------------ | ------------------ | ----------- | ----------- | ----------- | ------ | ------ | ------ |
| 2022            | Daejeon Hana Citizen | KL2             | 10         | 1          | CC+CdL          | 0               | 0               |                    | -                  | -                  |             | -           | -           | 10     | 1      |        |
| 2023            | Daejeon Hana Citizen | KL              | 17         | 2          | CC+CdL          | 0               | 0               |                    | -                  | -                  |             | -           | -           | 17     | 2      |        |
| 2023-2024       | Stoke City           | FLC             | 38         | 2          | FACup+CdL       | 1+1             | 0               |                    | -                  | -                  |             | -           | -           | 40     | 2      |        |
| Totale carriera | Totale carriera      | Totale carriera | 65         | 5          |                 | 2               | 0               |                    | -                  | -                  |             | -           | -           | 67     | 5      |        |

### Cronologia presenze e reti in nazionale
| Cronologia completa delle presenze e delle reti in nazionale ― Corea del Sud | Cronologia completa delle presenze e delle reti in nazionale ― Corea del Sud | Cronologia completa delle presenze e delle reti in nazionale ― Corea del Sud | Cronologia completa delle presenze e delle reti in nazionale ― Corea del Sud | Cronologia completa delle presenze e delle reti in nazionale ― Corea del Sud | Cronologia completa delle presenze e delle reti in nazionale ― Corea del Sud | Cronologia completa delle presenze e delle reti in nazionale ― Corea del Sud | Cronologia completa delle presenze e delle reti in nazionale ― Corea del Sud |
| Data                                                                         | Città                                                                        | In casa                                                                      | Risultato                                                                    | Ospiti                                                                       | Competizione                                                                 | Reti                                                                         | Note                                                                         |
| ---------------------------------------------------------------------------- | ---------------------------------------------------------------------------- | ---------------------------------------------------------------------------- | ---------------------------------------------------------------------------- | ---------------------------------------------------------------------------- | ---------------------------------------------------------------------------- | ---------------------------------------------------------------------------- | ---------------------------------------------------------------------------- |
| 6-6-2024                                                                     | Kallang                                                                      | Singapore                                                                    | 0 – 7                                                                        | Corea del Sud                                                                | Qual. Mondiali 2026                                                          | 1                                                                            | 70’                                                                          |
| 11-6-2024                                                                    | Seul                                                                         | Corea del Sud                                                                | 1 – 0                                                                        | Cina                                                                         | Qual. Mondiali 2026                                                          | -                                                                            | 90+4’                                                                        |
| 10-10-2024                                                                   | Amman                                                                        | Giordania                                                                    | 0 – 2                                                                        | Corea del Sud                                                                | Qual. Mondiali 2026                                                          | -                                                                            | 51’                                                                          |
| 15-10-2024                                                                   | Yongin                                                                       | Corea del Sud                                                                | 3 – 2                                                                        | Iraq                                                                         | Qual. Mondiali 2026                                                          | -                                                                            | 59’                                                                          |
| 14-11-2024                                                                   | Al Kuwait                                                                    | Kuwait                                                                       | 1 – 3                                                                        | Corea del Sud                                                                | Qual. Mondiali 2026                                                          | 1                                                                            | 64’                                                                          |
| 19-11-2024                                                                   | Amman                                                                        | Palestina                                                                    | 1 – 1                                                                        | Corea del Sud                                                                | Qual. Mondiali 2026                                                          | -                                                                            | 72’                                                                          |
| 20-3-2025                                                                    | Goyang                                                                       | Corea del Sud                                                                | 1 – 1                                                                        | Oman                                                                         | Qual. Mondiali 2026                                                          | -                                                                            | 63’                                                                          |
| 10-6-2025                                                                    | Seul                                                                         | Corea del Sud                                                                | 4 – 0                                                                        | Kuwait                                                                       | Qual. Mondiali 2026                                                          | -                                                                            | 69’                                                                          |
| Totale                                                                       |                                                                              | Presenze                                                                     | 8                                                                            |                                                                              | Reti                                                                         | 2                                                                            |                                                                              |